# Ад (филм, 2003)
Вижте пояснителната страница за други значения на Ад.
„Ад“ (на английски: In Hell) е американски игрален филм, сниман в България с участието на Жан-Клод Ван Дам. В него Ван Дам играе ролята на затворник в руски затвор, в който той участва в боеве. Когато отказва да се бие, той е измъчван от директора на затвора. С помощта на съкилийника си, американеца Майк, той успява да избяга. Филмът е по действителен случай.
В България е излъчен по BBT на 18 ноември 2009 г. от 20:30, а повторението му е на 19 ноември от 05:30, като е дублиран на български. Ролите се озвучават от артистите Силвия Русинова, Николай Николов, Васил Бинев, Здравко Методиев и Пламен Манасиев.

## Актьорски състав
- Жан-Клод Ван Дам
- Лорънс Тейлър

Български актьори:
- Ивайло Герасков
- Юлиан Вергов
- Манол Манолов
- Калоян Воденичаров
- Веселин Калановски
- Венцислав Кисьов - прокурор
- Иво Тончев
- Райчо Василев
- Стефан Иванов
- Асен Блатечки
- Иван Несторов - Саймън Флетчър

и други.